# Université d'État de Louisiane à Eunice
L'université d'État de Louisiane à Eunice (en anglais : Louisiana State University at Eunice, LSU Eunice ou LSUE) est une université américaine située à Eunice en Louisiane.

## Source
- (en) Cet article est partiellement ou en totalité issu de l’article de Wikipédia en anglais intitulé « Louisiana State University at Eunice » (voir la liste des auteurs).